# دبای
دبای (نماد: D) یک یکای سی‌جی‌اس (یک یکای غیراس‌آی متریک) برای گشتاور دوقطبی الکتریکی است که به‌افتخار فیزیک‌دان پیتر دبای نام‌گذاری شده‌است. دبای به‌عنوان ۱‎×۱۰−۱۸ استات‌کولن‌سانتی‌متر تعریف شده‌است.